# Port Royal (Wirginia)
Port Royal – miasto w Stanach Zjednoczonych, w stanie Wirginia, w hrabstwie Caroline.